# Cristo Redentor (Porto Alegre)
Cristo Redentor é um bairro localizado na zona norte da cidade brasileira de Porto Alegre, capital do estado  do Rio Grande do Sul. Foi criado pela lei 2022 de 7 de dezembro de 1959.

## Histórico[1]
Os primeiros habitantes da área foram colonos italianos vindo de Caxias do Sul, entre eles Giacomo Bernardi, que adquiriu 300 mil metros quadrados de terras, onde foi instalada a Fazenda Moderna, local onde hoje se situa o bairro. Dedicavam-se à instalação de tambos de leite e ao cultivo de hortifrutigranjeiros. Em 1929, os terrenos de Eugênio Rubbo e Francisco Zanenga foram loteados pela empresa Irmãos Bernardi e Cia.
Na década de 1930, começaram a desaparecer os tambos de leite e teve início o loteamento das vilas IAPI e Jardim Lindoia. A primeira escola do bairro foi a Escola Estadual Dom Diogo de Sousa, fundada em 1939.
Na década de 1940, o bairro tomou uma configuração industrial, com a instalação das empresas Wallig, Renner e Mattarazzo.
Com o crescimento econômico da cidade, o Cristo Redentor passou a receber moradores de outros  bairros, bem como do interior do estado.
A história e o nome do bairro estão ligados à criação da Igreja Cristo Redentor, em 1933, onde havia a imagem de Cristo Redentor com os braços abertos, e que coincidiu com a inauguração da estátua do Corcovado. Por esta razão, o bairro também foi batizado com mesmo nome.

## Características atuais
Atualmente, o bairro Cristo Redentor constitui um núcleo comercial e de serviços ativo e diversificado, independente do centro de Porto Alegre. Serve de centro de atendimento, sobretudo hospitalar, pois em sua área localizam-se o Hospital Conceição. Conta, também, com uma ampla rede de ensino fundamental, médio e superior.

## Limites atuais
Da Rua Antônio Joaquim Mesquita, da esquina da Avenida Assis Brasil, e em toda a sua extensão e seu prolongamento, até encontrar a Rua Sapé; desta e seu prolongamento até encontrar a Rua Alberto Silva; desta, até a Avenida Assis Brasil; desta, até a Rua Aliança; segue pela Rua Montreal e Rua Paulo Bento Lobato até encontrar a Rua Jaú; desta, segue pela Rua Visconde de Ouro Preto até a Rua Edmundo Bastian; desta, até a Rua Comendador Duval; desta, até a Rua Fernando Abott; desta, até a Rua Ennes Bandeira; desta, até a Avenida Assis Brasil esquina com a Rua Joaquim Mesquita.
Seus bairros vizinhos são: Passo d'Areia, Jardim São Pedro, Jardim Floresta, Lindoia, Vila Ipiranga e Jardim Itu-Sabará.

## Pontos de referência
Áreas verdes
- Praça Arco Verde (na Vila Floresta)
- Praça Cristo Redentor

Educação
- Escola Estadual de Ensino Médio Prof. Sarmento Leite
- Escola Técnica Mesquita
- Colégio São Judas Tadeu
- Faculdades Integradas São Judas Tadeu
- Instituto Estadual Dom Diogo de Souza

Saúde
Três hospitais do Grupo Hospitalar Conceição:
- Hospital Cristo Redentor
- Hospital Conceição
- Hospital da Criança[2]

Outros
- Bourbon Shopping Wallig
- Paróquia Cristo Redentor

### Bibliográficas
- Arquivo Histórico de Porto Alegre Moysés Vellinho (AHPAMV)
- FRANCO, Sergio da Costa. Porto Alegre: Guia Histórico. 2º edição. Porto Alegre: Ed. da Universidade/UFRGS, 1992.
- Dados do Censo/IBGE 2000